# 오펠리아 메디나
오펠리아 메디나(Ofelia Medina, 1950년 3월 4일 ~ )는 멕시코의 배우, 가수, 영화 각본가이다. 1985 아리엘상 여우주연상 수상자이다.

## 출연 작품
- 노 맨스 랜드 (2021)
- 허브 치료사 (2010)
- 알 마스 알라 (2008)
- 이노센트 보이스 (2004)
- 비포 나잇 폴스 (2000)
- 맨발의 독수리 (1969)